# Сюльтино
Сюльтино (баш. Сүлте) — село в Илишевском районе Башкортостана, административный центр Сюльтинского сельсовета.

## Население
| 2002 | 2009 | 2010 |
| ---- | ---- | ---- |
| 367  | ↘364 | ↘339 |

Национальный состав
Согласно переписи 2002 года, преобладающая национальность — башкиры (97 %).

## Географическое положение
Расстояние до:
- районного центра (Верхнеяркеево): 20 км,
- ближайшей ж/д станции (Буздяк): 90 км.

## Известные уроженцы
- Хасаншин, Данил Давлетшинович (род. 22 августа 1937) — композитор, заслуженный деятель искусств БАССР (1989), член Союза композиторов (1973).